# Buk (województwo podkarpackie)
Buk – wieś w Polsce położona w województwie podkarpackim, w powiecie leskim, w gminie Cisna, nad rzeką Solinką.
Wieś prawa wołoskiego w latach 1551-1600, położona w ziemi sanockiej województwa ruskiego. W latach 1975–1998 miejscowość administracyjnie należała do województwa krośnieńskiego.

## Historia
Pierwsza informacja o istnieniu wsi pochodzi z 1552 roku, była to wieś prywatna lokowana na prawie wołoskim. Prawdopodobnie została założona po 1543 roku dzięki akcji osadniczej prowadzonej przez Matjasza III Bala. Należała do klucza terczańskiego i pozostawała następnie w rodzie Balów do XVIII wieku. W roku 1773 wieś była własnością Anny z Dunin Borkowskich Łosiowej, wdowy po podsądku ziemi lwowskiej. Przed 1790 rokiem właścicielem wsi został Franciszek hr. Łoś.
W połowie XIX wieku właścicielem posiadłości tabularnej w Buku był Karol hr. Łoś. Przed I wojną światową majątek ziemski w Buku był własnością rodziny Zatorskich, a w okresie międzywojennym Chwapiłów i Wóijtowiczów. Powierzchnia wsi wynosiła wówczas ok. 1270 ha, znajdował się w niej młyn wodny i tartak parowy. Podczas I wojny światowej i w 1939 roku wieś nie ucierpiała, w 1944 roku podczas przejścia frontu spalone zostały dwa domy.
Na początku 1945 roku doszło w Buku do potyczki patrolu Milicji Obywatelskiej z Cisnej z partyzantami UPA, a w nocy 21 kwietnia do dłuższej walki. 30 kwietnia 1945 r. partyzanci UPA zastrzelili sołtysa Michała Duba za współpracę z milicją. Podczas akcji wysiedleń, Wojsko Polskie przymusowo wysiedliło na Ukrainę 13 rodzin i spaliło część domów, a resztę – 45 rodzin wysiedlono na ziemie zachodnie podczas akcji Wisła w kwietniu-maju 1947 roku i spalono wówczas ostatnie budynki. Ponownie kilka domów powstało w latach 60. XX wieku.
W 1785 roku wieś liczyła 155 mieszkańców, w 1918 – 356, w 1938 – 412 (wszyscy wyznania greckokatolickiego). W 1938 roku we wsi było 59 domów. W 1995 roku we wsi było 12 domów, w większości wzniesionych przez nadleśnictwo, i 52 mieszkańców.
W czasach I Rzeczypospolitej istniała we wsi cerkiew parafialna drewniana. Parafię zlikwidowano w 1819 roku. Następnie we wsi istniała drewniania cerkiew filialna pw. św.św. Piotra i Pawła zbudowana w 1870 lub 1880 roku, zniszczona po 1947 roku. Zachowały się fragmenty podmurówki cerkwi i dzwonnicy. W południowej części wsi był dwór drewniany z zabudowaniami dworskimi. W połowie lat 30. XX wieku zbudowano we wsi szkołę czteroklasową.